# Ленино (Удмуртия)
Ленино — деревня в Завьяловском районе Удмуртии, входит в Подшиваловское сельское поселение.

## География
Находится в 15 км к западу от центра Ижевска.

## Население
| 2010 | 2012 |
| ---- | ---- |
| 90   | ↘85  |